# كالفين سافاج
كالفين سافاج (بالإنجليزية: Calvin Savage)‏ (4 يناير 1993 في جنوب أفريقيا - ) هو لاعب كريكت جنوب أفريقي.

## وصلات خارجية
- كالفين سافاج على موقع إي آس بي آن كريك إنفو (الإنجليزية)